# Convención de conservadurismo
En contabilidad, la convención del conservadurismo, también conocida como la doctrina de la prudencia, es una política de previsión de posibles pérdidas futuras pero no de ganancias futuras. Esta política tiende a infravalorar, en lugar de sobrevalorar, los activos netos y los ingresos netos y, por tanto, lleva a las empresas a «ir a lo seguro». Cuando se da a elegir entre varios resultados cuyas probabilidades de ocurrencia son igualmente probables, se debe reconocer aquella operación que dé lugar a la menor cantidad de beneficios, o al menos al aplazamiento de un beneficio.
En contabilidad, establece que, al elegir entre dos soluciones, debe seleccionarse la que tenga menos probabilidades de sobrevalorar los activos y los ingresos. En esencia, "las pérdidas esperadas son pérdidas, pero las ganancias esperadas no son ganancias".
El principio de conservadurismo es la base de la regla del menor coste o del mercado, que establece que hay que registrar las existencias al menor de los dos valores: su coste de adquisición o su valor actual de mercado.
El conservadurismo desempeña un papel importante en una serie de normas contables, como la provisión para deudas de dudoso cobro y la regla del menor coste o del mercado.